# Christopher Okigbo

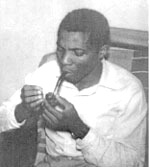
Christopher Okigbo.

Christopher Okigbo, född den 16 augusti 1932 i Ojoto i Anambra, död 1967 i Nsukka, var en nigeriansk poet som skrev på engelska.

## Biografi
Okigbos far var lärare i katolska missionsskolor under glansdagarna av det brittiska kolonialstyret i Nigeria, och Okigbo tillbringade sina första år med att flytta från station till station. Trots sin fars hängivna kristendomen, hade han en affinitet och kom till tro först senare i sitt liv. En inflytelserik figur i Okigbo ungdomsår var hans äldre bror Pius Okigbo, som senare skulle bli en välkänd ekonom och första nigerianska ambassadören till Europeiska unionen (EU).
Efter examen 1956, hade han en rad arbeten på olika platser runt om i landet, samtidigt som han gjorde sina första intåg inom poesin. Han arbetade på Nigerian Tobacco Company, United Africa Company, Fiditiläroverket (där han undervisade latin), och slutligen som biträdande bibliotekarie vid universitetet i Nsukka, där han hjälpte till att grunda The African Authors Association.
År 1963 lämnade Okigbo Nsukka för att ta anställning som västafrikansk  representant Cambridge University Press i Ibadan, en position som gav honom möjlighet att ofta resa till Storbritannien, där han väckte ytterligare uppmärksamhet. På Ibadan, blev han aktiv medlem i MBARI:s litterära klubb, och avslutade, sammanställde och publicerade arbeten från sina mogna år, däribland Limits (1964), Silencis (1962-1965), Lament of the Masks (till hundraårsminnet av WB Yeats’ födelse i form av en hedrande Yoruba dikt, 1964), Dance of the Painted Maidens (till minne av hans dotters födelse 1964, Obiageli eller Ibrahimat, som han betraktade som en reinkarnation av sin mor) och hans sista mycket profetiska sekvens, Path of Thunder (1965-1967), som publicerades postumt 1971 med sitt magnum opus, Labyrinter, som inkorporerar dikterna från de tidigare samlingarna. 